# Tullnerbach
Tullnerbach – gmina targowa w Austrii, w kraju związkowym Dolna Austria, w powiecie St. Pölten-Land. Według Austriackiego Urzędu Statystycznego liczyła 2 723 mieszkańców (1 stycznia 2014). Do 31 grudnia 2016 należała do powiatu Wien-Umgebung.

## Współpraca
Miejscowość partnerska:
- Dorfprozelten, Niemcy